# T Canis Minoris
T Canis Minoris är en pulserande variabel av Mira Ceti-typ  i stjärnbilden Lilla hunden. 
Stjärnan varierar mellan visuell magnitud +9,5 och 15,1 med en period av 325,8 dygn.